# غريغ فانديرجاجت
غريغ فانديرجاجت (بالإنجليزية: Greg Vanderjagt)‏ مواليد 24 أبريل 1984، هو لاعب كرة سلة أسترالي بدأ مسيرته الاحترافية في سنة 2004 يلعب في الدوري الأسترالي لكرة السلة ويحمل الرقم 13.